# Domingo Pimentel Zúñiga
Domingo Pimentel Zúñiga, född 3 oktober 1585 i Segovia, död 2 december 1653 i Rom, var en spansk kardinal.

## Biografi
Pimentel inträdde 1603 i dominikanorden. 1631 vigdes Pimentel till biskop av Osma-Soria. Två år senare tillträdde han som biskop i Córdoba. Kung Filip IV sände honom kort därefter till Rom som prästerskapets ambassadör. 1649 utsågs Pimentel till ärkebiskop av Sevilla.
Påve Innocentius X utnämnde 1652 Pimentel till kardinalpräst med San Silvestro in Capite som titelkyrka. Han blev även Spaniens ambassadör vid Heliga Stolen.
Kardinal Pimentel har fått sitt sista vilorum i kyrkan Santa Maria sopra Minerva i Rom. Gravmonumentet är ritat av Bernini och utfört av hans elever Ercole Ferrata, Antonio Raggi och Giovanni Antonio Mari.